# JMusic
jMusic  es una biblioteca de programación musical de código abierto escrita en el lenguaje de programación Java por Andrew Sorensen y Andrew Brown; jMusic fue lanzado públicamente en noviembre de 1998. Se encuentra bajo licencia GNU GPL.
Está diseñado para ayudar a los compositores y los desarrolladores de software de música proporcionando soporte para estructuras de datos de música, modificaciones, y entrada/salida a diversos formatos de archivo. Puede mostrar notas como partituras (véase notación musical).
jMusic tiene una estructura de datos que se basa en una metáfora de partitura y consiste en una jerarquía de notas, frases, partes y puntuación. jMusic también tiene una arquitectura de síntesis de sonido y se pueden crear "instrumentos" a partir de una cadena de "objetos de audio" (similares a generadores de unidad en otros idiomas). Una puntuación de jMusic se puede procesar (renderizar) con instrumentos de jMusic, obteniendo un archivo de audio.

## Muestra (ejemplo) de código
```
Note n = new Note(C4, CROTCHET);  // Middle C (quarter note)
Note n2 = new Note(D4, CROTCHET);

Phrase p = new Phrase();
p.addNote(n);                     // Add C
p.addNote(n2);                    // Add D
```